# Insubordinazione
L'insubordinazione è un reato militare consistente nell'atteggiamento del militare che deliberatamente decide di non sottomettersi alle regole che gli sarebbero imposte dalla sua posizione di subordinato.

## Il reato di insubordinazione: generalità

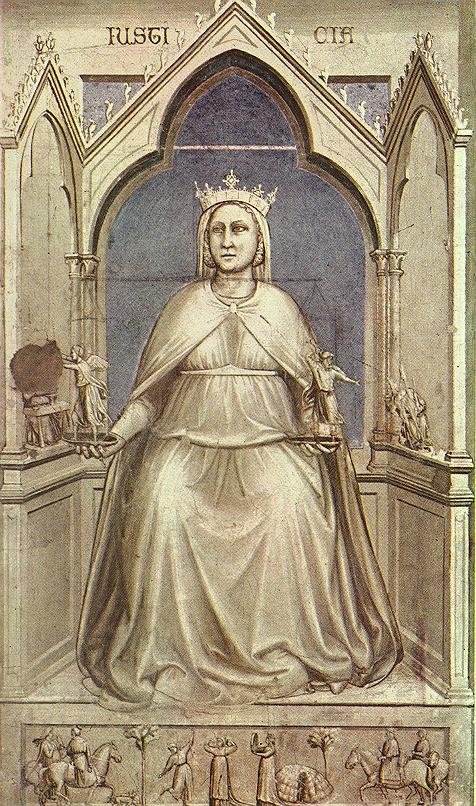
Giotto, Giustizia, 1306, Cappella degli Scrovegni, Padova

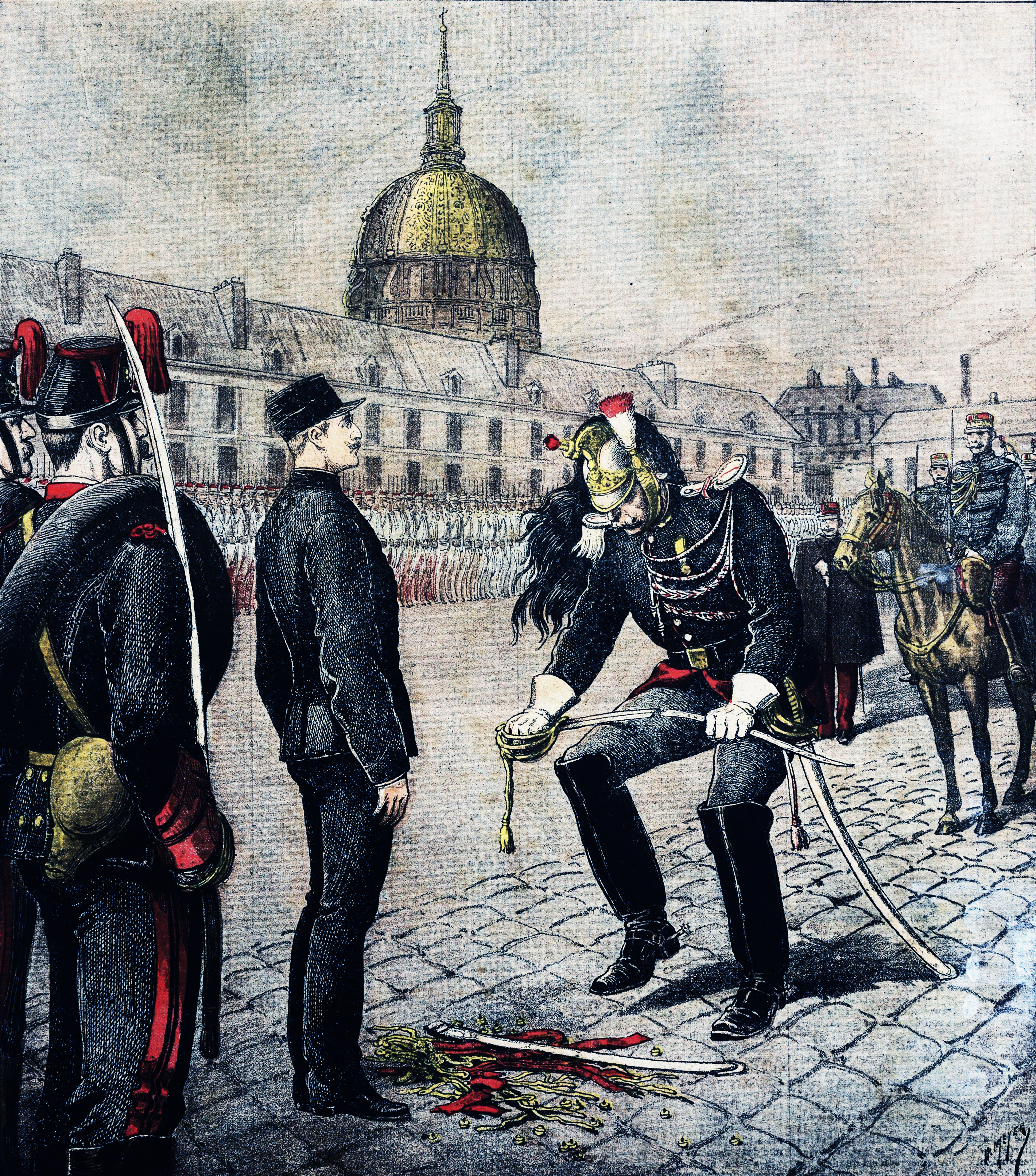
La degradazione di Alfred Dreyfus condannato per alto tradimento, poi scagionato e reintegrato.

I più autorevoli esponenti della dottrina hanno efficacemente definito  l'insubordinazione come ogni atto di violenza, di ingiuria, di minaccia commesso da un militare contro un superiore.
Mentre l'espressione "abuso di autorità" individua un'alterazione arbitraria dell'uso del potere spettante al superiore.
La non sottomissione alle regole non sempre però integra il reato di insubordinazione perché può semplicemente concretizzare un illecito disciplinare. Infatti il reato si differenzia dall'infrazione disciplinare in ragione della sanzione, di natura criminale per il primo e di natura disciplinare per il secondo ed anche per l'accertamento della responsabilità che compete rispettivamente alla magistratura o al superiore gerarchico individuato dall'ordinamento.
Fine precipuo dei reati contro la disciplina è quello di tutelare il rapporto gerarchico in maniera simmetrica, ovvero in senso sia ascendente (dipendente in danno del superiore) che discendente (superiore a danno del dipendente). Il concetto di "superiorità" deve essere inteso sia con riferimento all'attività di comando che rispetto al grado rivestito o all'anzianità di ruolo se i due soggetti sono parigrado.
Sia il reato di insubordinazione che quello di abuso di autorità sono di natura plurioffensiva, ovvero nello stesso tempo contro la persona e contro la disciplina.
Le norme di riferimento sono contenute dal Codice penale militare di pace (CPMP) e tutelano più beni giuridici:
- la vita e l'integrità fisica delle persone;
- la libertà morale quando l'azione si sostanzia nella minaccia;
- il prestigio, l'onore e la dignità quando sia arrecata ingiuria.

I principi animatori della riforma dell'Ordinamento disciplinare delle Forze armate del 1978 provocarono reiterati interventi della Corte costituzionale tra il 1979 ed il 1985 modificando profondamente la normativa dei reati in parola.
In particolar modo, vennero riviste le previsioni sanzionatorie considerate ormai eccessive e sproporzionate specie per via del divario, nella commisurazione della pena, tra superiori e subordinati. Ad esempio, nel caso della insubordinazione con ingiuria questa era punita con la reclusione militare da tre a sette anni nel caso in cui il superiore fosse ufficiale e da uno a cinque anni se il superiore non era ufficiale. Viceversa, quando era il superiore a ingiuriare l'inferiore (abuso di autorità) la pena era della reclusione militare fino ad un massimo di sei mesi. Tale reato, peraltro, poteva essere perseguito anche solo disciplinarmente dal Comando di corpo.
L'istituto della insubordinazione è collegato ovviamente a quello della subordinazione,  definita dall'art. 4 RDM come il rapporto di dipendenza determinato dalla gerarchia militare. Essa richiede il consapevole adempimento dei doveri del proprio stato ed in particolare quello dell'obbedienza.
I reati di insubordinazione e di abuso di autorità sono contemplati nel titolo III del CPMP italiano, che prevede i reati militari contro la disciplina. Il fine delle norme concernenti i reati contro la disciplina è la tutela dell'istituzione militare stessa e solo indirettamente la tutela del servizio militare.
Infatti, l'impostazione conferita dal legislatore del 1941 ai codici penali militari prendeva a base un assetto indipendente dell'organizzazione militare rispetto tutte le altre realtà del paese. Il soldato era un soldato-suddito destinatario di una lunga serie di doveri le cui infrazioni prevedevano sempre sanzioni molto gravi ed i procedimenti previsti per la loro irrogazione disponevano di limitatissime garanzie a tutela degli incolpati. Tale assetto dell'Ordinamento giudiziario militare italiano trovò comunque legittimità, con l'avvento della Repubblica, nell'art. 103 della Costituzione. L'importante riforma delle Forze armate italiane del 1978 ebbe effetti travolgenti nei confronti di una Giustizia militare che sino ad allora era stata considerata e definita la "giustizia dei capi". Argomentano autorevolmente Boursieur-Niutta Eduardo e Gentili Alessandro, nel "Codice di disciplina militare" del 1991, che la legge di principio 382/1978 aveva conferito una impronta di democraticità alle Forze armate trasformando il soldato-suddito in soldato-cittadino.
Oltre che dalla legge di principio, l'impostazione dell'Ordinamento giuridico penale militare fu rivista anche alla luce dei principi enunciati dal nuovo Regolamento di Disciplina militare  (RDM) approvato con DPR 18 luglio 1986 n.545 e dalla legge 26 novembre 1985 n.689 che ha riformato i reati di insubordinazione e abuso di autorità.
Secondo il Garino la disciplina militare novellata era definibile come un complesso di norme di condotta, costitutive di diritti e di doveri, che i militari devono osservare nell'espletamento del servizio e, in limitati casi, anche al di fuori di esso. Così la disciplina militare cessa di essere pura osservanza di precetti derivati da insondabili idealità, divenendo innanzi tutto norma giuridica regolatrice della dialettica autorità-libertà, ovvero una specie di deontologia del militare. In proposito, si può rammentare che il 3º comma dell'art. 4 del RDM statuisce che deve essere sempre garantita la pari dignità di tutti i militari, ricollegandosi così alla pari dignità di tutti i cittadini garantita dall'art. 3 della Costituzione.
Infine, da evidenziare anche che la legge 689/1985 ha escluso l'applicabilità delle norme penali riguardanti l'insubordinazione e l'abuso di autorità ai fatti che traggono origine da cause estranee al servizio ed alla disciplina.

### Insubordinazione con violenza
L'art. 186 del CPMP recita:
- «Il militare che usa violenza contro un superiore è punito con la reclusione militare da uno a tre anni.»
- «Se la violenza consiste nell'omicidio volontario, consumato o tentato, nell'omicidio preterintenzionale ovvero in una lesione personale grave o gravissima, si applicano le corrispondenti pene previste dal Codice penale. La pena detentiva temporanea può essere aumentata.»

Soggetto attivo del reato è l'inferiore, anche se in licenza e non indossi l'uniforme ma anche il militare in congedo a condizione che il fatto abbia luogo a causa del servizio prestato e si verifichi entro due anni dal giorno in cui ha cessato di prestare servizio.
Sotto la denominazione di "superiore" si comprende tanto il più elevato in grado quanto la persona che a prescindere dal grado rivestito sia investita del comando. Il Ministro della difesa ai fini della applicabilità della presente norma non è da considerarsi un superiore perché nei suoi confronti il militare ha un dovere di obbedienza ma non un rapporto di subordinazione gerarchica.
È irrilevante il fatto che il superiore vesta o meno l'uniforme al momento dell'evento in quanto la qualità di superiore è insita nella persona ed è indipendente da segni distintivi esteriori.
Ai fini della legge penale militare si ricorda che il concetto di violenza è enunciato dall'art. 43 CPMP: «agli effetti della legge penale militare, sotto la denominazione di violenza si comprende l'omicidio, ancorché tentato o preterintenzionale, le lesioni personali, le percosse, i maltrattamenti e qualsiasi tentativo di offendere con le armi».

### Insubordinazione con minaccia o ingiuria in presenza o assenza del superiore
L'art. 189 CPMP recita:
- «Il militare che minaccia un ingiusto danno ad un suo superiore in sua presenza è punito con la reclusione militare da sei mesi a tre anni.»
- «Il militare che offende il prestigio, l'onore e la dignità di un superiore in sua presenza è punito con la reclusione militare fino a due anni.»
- «Le stesse pene si applicano al militare che commette i fatti indicati nei commi precedenti mediante comunicazione telegrafica, telefonica, radiofonica o televisiva, con scritti o disegni o con qualsiasi altro mezzo di comunicazione, diretti al superiore.»

Questo reato integra la lesione della personalità morale ma non rileva in quanto delitto contro l'onore bensì come elemento costitutivo di un reato complesso in cui l'elemento lesivo dell'onore della persona viene assorbito e trasmutato in una ben diversa e più grave obiettività giuridica consistente nella tutela del rapporto gerarchico militare.
Il danno prospettato deve essere ingiusto; la minaccia è quella prevista dall'art. 612 del Codice penale e consiste nel proposito espresso di infliggere un male futuro ed ingiusto il cui avverarsi dipende dalla volontà dell'agente, e può concretizzarsi tramite l'uso di espressioni verbali o di gesti, ad esempio l'inferiore che minaccia il superiore puntandogli addosso la pistola. Quindi essa può esplicarsi nelle forme più svariate e si concreta nell'annuncio di un danno futuro e ingiusto a concretare il quale non basta un comportamento arrogante e ineducato.
Si tratta di un reato formale di pericolo e per la sua integrazione non è richiesto che il bene tutelato sia realmente leso, ma è sufficiente che il male prospettato possa incutere timore nel soggetto passivo.
Il 2° comma dell'art. 189 si riferisce all'ingiuria che consiste in un'offesa al prestigio, all'onore ed alla dignità del superiore; tale fattispecie non coincide con l'ingiuria prevista dall'art. 594 CP perché comprende l'offesa anche al prestigio ed alla reputazione, esprimendo così una lesione all'ascendente morale del superiore.
Per quanto concerne il diritto di difesa, proprio di ogni imputato, esso incontra qui dei limiti che non possono essere superati e non possono estrinsecarsi con l'espressione di parole oltraggiose, mai consentite all'inferiore nei confronti del superiore. Così, tra gli atteggiamenti che esprimono disprezzo vanno annoverati gli sguardi provocanti, lo sbattere violentemente la porta, l'alzare insolentemente le spalle ad un avvertimento, il dare in smanie, il manifestare sdegno, allorquando tali gesti o atteggiamenti si rivolgano direttamente alla personalità del superiore.
Per questo delitto possono verificarsi aggravanti che comportano l'aumento della pena se «la minaccia è usata per costringere il superiore a compiere un atto contrario ai propri doveri [...] se il superiore offeso è il Comandante del reparto...se la minaccia è grave o ricorre alcuna delle circostanze indicate nel primo comma dell'art. 399 del Codice penale».

### Il reato di abuso di autorità
Il reato risponde all'esigenza di conservare il reciproco rispetto tra militari che occupano differenti posizioni gerarchiche. La diversità di posizione gerarchica può dipendere sia dal grado rivestito che dagli incarichi di comando disimpegnati.
Può essere definito abuso di autorità ogni atto di violenza, di ingiuria, di minaccia commesso da un militare nei confronti di un inferiore. I soggetti del reato sono invertiti rispetto l'insubordinazione ma rimangono valide le regole precedentemente indicate per questa riguardo alla legittimazione del militare in congedo ad essere soggetto sia attivo che passivo.
La fattispecie è prevista e punita dall'art. 195 CPMP che recita:
- «Il militare che usa violenza contro un inferiore è punito con la reclusione militare da uno a tre anni.»
- «Se la violenza consiste nell'omicidio volontario, consumato o tentato, nell'omicidio preterintenzionale ovvero in una lesione personale grave o gravissima, si applicano le corrispondenti pene stabilite dal Codice penale. La pena detentiva temporanea può essere aumentata.»[9]

## L'Insubordinazione ed i reati militari contro la persona
I reati militari contro la persona sono disciplinati dagli artt. 222-229 del CPMP e la loro formulazione  – che potrebbe essere talora anche confusa con la fattispecie dell'insubordinazione – presenta indubbiamente elementi costitutivi corrispondenti alle omonime fattispecie comuni, fatta eccezione per la qualità di militare sia del soggetto attivo che di quello passivo del reato.
Il profilo sanzionatorio, invece, si differenzia da quello dell'ordinamento penale comune per l'assenza di pene pecuniarie, sia per i limiti inferiori edittali di pena che contraddistinguono i reati militari in argomento: percosse, lesioni personali, ingiuria, diffamazione, minaccia.
Secondo Gentili, il settore dei reati militari contro la persona si caratterizza altresì per una insufficiente tutela dei diritti primari della persona ed infatti la maggior parte di questi reati prevede come massima sanzione sei mesi di reclusione militare e sono quindi perseguibili disciplinarmente a richiesta del Comandante di corpo.
È evidente che tutti i reati militari contro la persona hanno natura sussidiaria rispetto ad altre fattispecie così come si può desumere dal ricorrente inciso se «il fatto non costituisce un più grave reato». Al riguardo appare infatti del tutto evidente la stretta connessione che lega questi reati a quelli di insubordinazione e abuso di autorità, nel caso in cui vi sia una diversa posizione gerarchica tra le parti, imperniata sull'art. 199 CPMP.

## L'Insubordinazione ed il "nonnismo"
Un'altra realtà di interesse, per chi vuole approfondire le problematiche connesse ai reati militari di insubordinazione e abuso d'autorità, è quella cosiddetta del "nonnismo".
Per Riondato, con il termine di nonnismo vengono comunemente definiti quei comportamenti ingiuriosi o intimidatori o violenti tenuti dai militari più anziani nei confronti delle reclute, costituenti di fatto l'esercizio di una autorità tirannica e vessatoria, fondata su un presunto potere derivante dall'anzianità.
Tali comportamenti, in forza di un vincolo di solidarietà fra militari più anziani in servizio, mirano ad imporre nella convivenza all'interno degli ambienti militari un insieme di regole diverse ed aliene da quelle proprie della disciplina militare, dando vita ad una vera e propria gerarchia parallela a quella ufficiale.
A seguito di una presa di coscienza ufficiale di questo fenomeno, è stato istituito un osservatorio permanente sulla qualità della vita nelle caserme e sui disagi sofferti dal personale e si è registrata una severa repressione del fenomeno sanzionando penalmente gli atti di "nonnismo" facendo ricorso alle fattispecie di abuso di autorità (violenza contro un inferiore, minaccia o ingiuria ad un inferiore), ovvero ai reati di percosse, lesioni personali, ingiuria, minaccia e diffamazione ed infine a reati quali la violenza privata (art. 610 CP), l'estorsione (art. 629 CP) o il sequestro di persona (art. 605 CP).
A fronte di quanto precede va considerato che la configurabilità dei reati di abuso di autorità in relazione a fatti di nonnismo ha creato in passato notevoli problemi sul piano interpretativo, poiché la tutela del rapporto gerarchico è stata ed è tuttora sottoposta a rigide limitazioni.
Tuttavia la riforma dell'Ordinamento disciplinare delle Forze armate del 1978 ha portato ad una profonda rivisitazione dei reati di abuso di autorità e di insubordinazione con la legge 26 novembre 1985, n.689, intervenuta dopo che la Corte costituzionale, con numerose pronunce di incostituzionalità, aveva sostanzialmente demolito l'originario impianto normativo del codice penale militare del 1941.
Così non è più sufficiente per configurare l'abuso di autorità o l'insubordinazione che la persona offesa abbia la qualità di superiore o inferiore. Infatti, le disposizioni che disciplinano questi due reati non si applicano più se i fatti sono commessi per cause estranee al servizio ed alla disciplina.